# Chuck Israels
Pour les articles homonymes, voir Israëls.
Charles H. « Chuck » Israels est un contrebassiste, arrangeur et compositeur né aux États-Unis le 10 août 1936.
Chuck Israels est surtout connu pour avoir joué avec le trio de Bill Evans entre 1961 et 1966, mais il a également joué avec Billie Holiday, Benny Goodman, Coleman Hawkins, Stan Getz, Herbie Hancock, J. J. Johnson, John Coltrane.

## Biographie
Il est le directeur du National Jazz Ensemble de 1973 à 1981 où il fait évoluer le style[C'est-à-dire ?].
Il est aujourd'hui[Quand ?] le directeur des études de jazz à la Western Washington University à Bellingham.
Robert Kaddouch est un des rares pianistes français avec lequel Chuck Israels ait joué.

## Discographie

### AvecBill Evans
- 1962 : Moon Beams
- 1962 : How My Heart Sings!
- 1962 : Time Remembered
- 1962 : Nirvana, avec Herbie Mann
- 1963 : At Shelly's Manne-Hole
- 1964 : The Bill Evans Trio "Live" (en)
- 1964 : Waltz for Debby, avec Monica Zetterlund
- 1965 : Trio '65
- 1965 : Bill Evans Trio with Symphony Orchestra
- 1966 : Bill Evans at Town Hall

### Avec d'autres musiciens
- 1963 : My Point of View d'Herbie Hancock